# Mike Apple
Michael "Mike" Apple (ur. 2 czerwca 1977 w Akron w stanie Ohio) – były amerykański piłkarz występujący na pozycji pomocnika lub napastnika oraz futsalowiec; reprezentant Stanów Zjednoczonych w futsalu, uczestnik Mistrzostw Świata w Futsalu 2008.

## Kariera klubowa

### Piłka nożna
Mike Apple w latach 1995-1998 uczęszczał do University of Akron, gdzie występował w uniwersyteckiej drużynie Akron Zips. Uzyskał on wykształcenie wyższe licencjackie na kierunku sport management, finalizując swoją edukację na Robert Morris University.
Karierę seniorską rozpoczął on w zespole Pittsburgh Riverhounds, z którym występował w rozgrywkach A-League. W połowie 1999 roku Apple wraz z pomocnikiem Justinem Evansem został sprowadzony przez Petro Płock, którą prowadził wówczas Adam Topolski. W Ekstraklasie rozegrał on jedno spotkanie przeciwko Dyskobolii Grodzisk Wielkopolski, zakończone remisem 1:1.
Po powrocie do Stanów Zjednoczonych Mike Apple kontynuował karierę w Cincinnati Riverhawks oraz w Pittsburgh Riverhounds, w barwach którego zakończył karierę zawodniczą w 2006 roku.

### Futsal
Podczas gry w piłkę nożną na boisku pełnowymiarowym Mike Apple występował równocześnie w amerykańskiej lidze futsalu. Był on zawodnikiem drużyn Cleveland Crunch, St. Louis Steamers, Baltimore Blas oraz Detroit Ignition.
Apple był reprezentantem Stanów Zjednoczonych w piłce nożnej halowej. Brał on udział w Mistrzostwach Świata w Futsalu 2008, gdzie jego reprezentacja odpadła w fazie grupowej przegrywając wszystkie cztery spotkania. Mike Apple zdobył na tym turnieju jedną bramkę w meczu z reprezentacją Tajlandii.